# Jan Vercammen (schrijver)
Jan Vercammen (Temse, 7 november 1906 - Brugge, 5 augustus 1984) was een Vlaams dichter en jeugdauteur.

## Levensloop
Vercammen studeerde aan de normaalschool te Alsemberg. Van 1925 tot 1940 was hij onderwijzer in Hamme, intussen promoveerde hij tot doctor in de pedagogische wetenschappen aan de Rijksuniversiteit Gent. Zijn proefschrift verdedigde hij in 1940. Aansluitend werd hij inspecteur in het lager onderwijs, later hoofdinspecteur.
Jan Vercammens dichtdebuut was de bundel "Eksode", uit 1929. Vanaf zijn "De parelvisscher" uit 1946 wordt zijn werk religieus-humanistisch genoemd, met de liefde en de dood als belangrijke thema's, daarvoor had zijn poëzie eerder een katholiek karakter. Zijn werk werd vertaald in het Frans, Duits, Italiaans, Spaans en Russisch, meerdere gedichten werden op muziek gezet. Daarnaast schreef hij ook jeugdverhalen en kinderpoëzie.
Jan Vercammen was redactiesecretaris van "De Tijdstroom" (1931-1935), redacteur van "De Gemeenschap" (1935-1941) en "De Schakel" (1936-1940). Hij was lid van de Raad van Beheer van de Kultuurraad voor Vlaanderen (1959-1976), erevoorzitter van de Vereniging van Vlaamse Letterkundigen en lid van de Maatschappij der Nederlandse Letterkunde te Leiden.
Jan Vercammen was tweemaal gehuwd. Van 1960 tot 1980 had hij een relatie met dichteres Ria Scarphout (Uitkerke, 1930 - Brugge, 2009).

## Driekoningenkunstweekends
Vercammen was de hoofdorganisator van de Driekoningenkunstweekends die van 1951 tot 1980 plaatsvonden in Beernem, in het kasteel van gravin Hélène d'Hespel. Hij stelde telkens het programma en de lijst van uit te nodigen personen samen en voerde tijdens de bijeenkomsten het woord als inleider en verwelkomer. Hij had de medewerking van Albert Vermeire, van Rik Slabbinck en (vanaf 1961) van Fernand Bonneure, maar had toch een doorslaggevende invloed. Dit was onder meer merkbaar wat betreft de personen die bij herhaling tot de aanwezigen behoorden.